# Santa Rita Durão
Frei José de Santa Rita Durão (Cata Preta, 1722 – Lisboa, 24 de janeiro de 1784) foi um religioso agostiniano do Brasil colonial, orador e poeta que fez a sua carreira e escreveu a sua obra em Portugal e no Brasil colonial. É considerado um dos precursores do indianismo no Brasil. Seu poema épico Caramuru é a primeira obra narrativa escrita a ter, como tema, o habitante nativo do Brasil; foi escrita ao estilo de Luís de Camões, imitando um poeta clássico assim como faziam os outros neoclássicos (árcades).

## Vida
Nascido em Minas Gerais, estudou no Colégio dos Jesuítas no Rio de Janeiro até os dez anos, partindo no ano seguinte para a Europa, onde se tornaria padre agostiniano. Doutorou-se em Filosofia e Teologia pela Universidade de Coimbra e, em seguida, lá ocupou uma cátedra de Teologia.
Durante o governo de Pombal, foi perseguido e abandonou Portugal. Trabalhou em Roma como bibliotecário durante mais de vinte anos até a queda de seu grande inimigo, retornando então ao país luso. Esteve ainda na Espanha e na França. Voltando a Portugal com a "viradeira" (queda de Pombal e restauração da cultura passadista), a sua principal atividade passou a ser a redação de Caramuru, publicado em 1781.
Morreu em Portugal, em 24 de janeiro de 1784.

## Obra
Quase a única obra restante escrita por Durão é seu poema épico de dez cantos, Caramuru, influenciado pelo modelo camoniano. Formado por decassílabos rimados e incluindo informação erudita sobre a flora e a fauna brasileiras e os Índios do país, apresentando as cinco partes da epopéia tradicional (proposição, invocação, dedicatória, narração e epílogo).
Este poema é um tributo do autor à sua terra natal. Segundo a tradição, a reação da crítica e do público ao seu poema foi tão fria que Santa Rita Durão destruiu o restante de sua obra poética.

## Lista de obras
- Pro annua studiorum instauratione oratio (1778)
- Caramuru (1781)

## Curiosidades
- Santa Rita Durão é o patrono da cadeira n.º 11 da Academia Mineira de Letras.
- Santa Rita Durão é uma rua localizada em Salvador que abriga, no seu início, a Igreja da Boa Viagem.
- Santa Rita Durão é uma rua localizada em Belo Horizonte no Bairro Funcionários, região de Savassi.